# Medicinsk terminologi
Medicinsk terminologi, läkarlatin eller medicinsk latin är det medicinska fackordförrådet, som används av läkare och annan vårdpersonal, och omfattar sjukdomar och kroppsdelar. Exempelvis är läkarlatin för stora kroppspulsådern aorta och sjukdomen röda hund kallas av läkarna för rubella. Anatomiska lägesbeskrivningar, såsom distal och medial, hör också hit. Läkarlatinet består av både grekiska och latinska ord (där grekiskan ofta används för sjukdomar, och latinet för kroppsdelar).
Förr var latin det gängse språket i flertalet ämnen vid universiteten i Europa. I de medicinska ämnesområdena används latinska och grekiska begrepp fortfarande i arbetsspråket. Även om många av kroppens grövre strukturer har svenska namn, så är det mest effektivt att i diagnostik och behandling använda de mer specifika latinska eller grekiska benämningarna. Det är mer effektivt eftersom de flesta västerländska yrkesutövare inom vårdsektorn kan de latinska/grekiska namnen och ett internationellt utbyte underlättas då man använder latinet. Ett sannolikt viktigare skäl är dock att många av de medicinska strukturer som har specifika namn på latin saknar vedertagna namn på många andra språk. Trots anglifieringen som skett under de senaste 50 åren har den latinska och antikgrekiska användningen kvarstått. 
I till exempel intygstexter till myndigheter så skrivs texten i Sverige på svenska. Dock är vissa begrepp som översatts till svenska varken använda av de i professionen eller bland gemene man, t.ex. "tarmben", en del av bäckenet (ett välanvänt ord bland bägge grupper). Samtidigt finns även latinska benämningar som inte används, i synnerhet för moderna diagnoser som aldrig haft latinska namn förut (t.ex. psykiatriska diagnoser). Den fackliga diagnosen anges i intygstexter tillsammans med det internationella diagnosnumret, ICD-10.
I bokhandeln finns ett antal ordböcker, varav den mest kända är Medicinsk terminologi.